# David Cicero
David John Cicero (Greenport, Long Island, 29 mei 1970) is een Amerikaans zanger en toetsenist. Hij verhuisde naar Schotland en kreeg in 1989 een contract bij het platenlabel Spaghetti Records, eigendom van de Pet Shop Boys. Onder de artiestennaam Cicero bracht hij een album en een aantal singles uit op dat label.
De debuutsingle Heaven Must Have Sent You Back To Me verscheen op 12 augustus 1991, maar belandde niet in de hitparades. De tweede single deed het beter: Love Is Everywhere, geproduceerd door de Pet Shop Boys, bereikte nummer 19 in de Britse hitlijst in januari 1992. De derde single, That Loving Feeling, strandde in april 1992 op nummer 46.
Kort daarna, in juni, verscheen het debuutalbum Future Boy, dat grotendeels werd geproduceerd door David Jacob. Het album drong niet door tot de hitparades. Een vierde single, een remix van Heaven Must Have Sent You Back To Me, bereikte nummer 70 in de Britse hitlijst.
In november 1992 verscheen een vijfde single: Live For Today, samen met zangeres Sylvia Mason-James. Het nummer is afkomstig van de soundtrack voor de film The Crying Game, waarvoor de Pet Shop Boys meerdere nummers produceerden. De single bereikte echter de hitparades niet.
Cicero bracht daarna geen werk meer uit op Spaghetti Records, maar bleef nog tot 1996 onder contract. Hij bracht daarna nog enkele singles uit op andere labels, maar zonder noemenswaardig succes.